# Murata Machinery
Murata Machinery (en japonais : 村田機械株式会社, Murata Kikai Kabushiki-gaisha), sigle MML, est une entreprise japonaise fondée en 1935 dont le siège est à Fushimi-ku, à Kyoto.

## Présentation
Les principaux produits de l'entreprise sont des machines industrielles telles que des machines textiles, des tours, des machines de tôlerie et des équipements de communication tels que des produits multifonctionnels numériques.
En outre, Murata Machinery fournit des systèmes d'automatisation et de logistique d'usine centrés sur le stockage automatisé et les systèmes de transport automatisés, ainsi que des systèmes automatisés de manutention des matériaux pour les salles blanches des usines de semi-conducteurs.